# Dankert en Dankert
Dankert en Dankert is een Friestalige rechtbanksoap van Omrop Fryslân.
De serie is gebaseerd op het advocatenduo Wim en Hans Anker uit Leeuwarden. De serie, die het vervolg is van Baas Boppe Baas, wordt sinds 2006 bij Omrop Fryslân uitgezonden. Met Nederlandse ondertiteling werd het tweede seizoen van de serie vanaf 2 augustus 2007 ook op Nederland 2 bij de KRO vertoond. Van de serie verscheen tevens een dvd, met daarop het volledige eerste seizoen. Dankert en Dankert werd vertoond op onder meer het Noordelijk Film Festival.

## Verhaal
De eeneiige tweeling Pieter en Jelle Dankert (beiden gespeeld door Peter Tuinman) zijn twee succesvolle advocaten. Ze behandelen op hun eigen manier allerlei zaken die losjes gebaseerd zijn op die van Anker en Anker. Pieter Dankert, de oudste van de twee, is een gescheiden dertiger die bij zijn vader Hendrik Dankert, een oud-advocaat, op een boerderij met Friese paarden woont. De jongste van de twee is Jelle Dankert. De officier van Justitie is verliefd op Pieter, wat leidt tot diverse confrontaties.

## Rolverdeling
- Peter Tuinman - Pieter/Jelle Dankert
- Rients Gratama - Hendrik Dankert
- Rense Westra - rechter
- Gonny Gaakeer - officier van justitie
- Marcel Faber - Luuk de Jager